# Église Sainte-Marie de Veyrines
L'église Sainte-Marie de Veyrines est une église située en France sur la commune de Saint-Symphorien-de-Mahun, dans le département de l'Ardèche en région Auvergne-Rhône-Alpes.
L'édifice a été édifié à au XIe siècle et agrandi au XIIe siècle avec très peu de modifications ultérieures du bâti avant sa restauration durant la seconde moitié du XXe siècle. L'église fait l'objet d'un classement au titre des monuments historiques depuis le 18 janvier 1939.

## Localisation
L'église est située dans le hameau de Veyrines sur la commune de Saint-Symphorien-de-Mahun, dans le département français de l'Ardèche.

## Historique

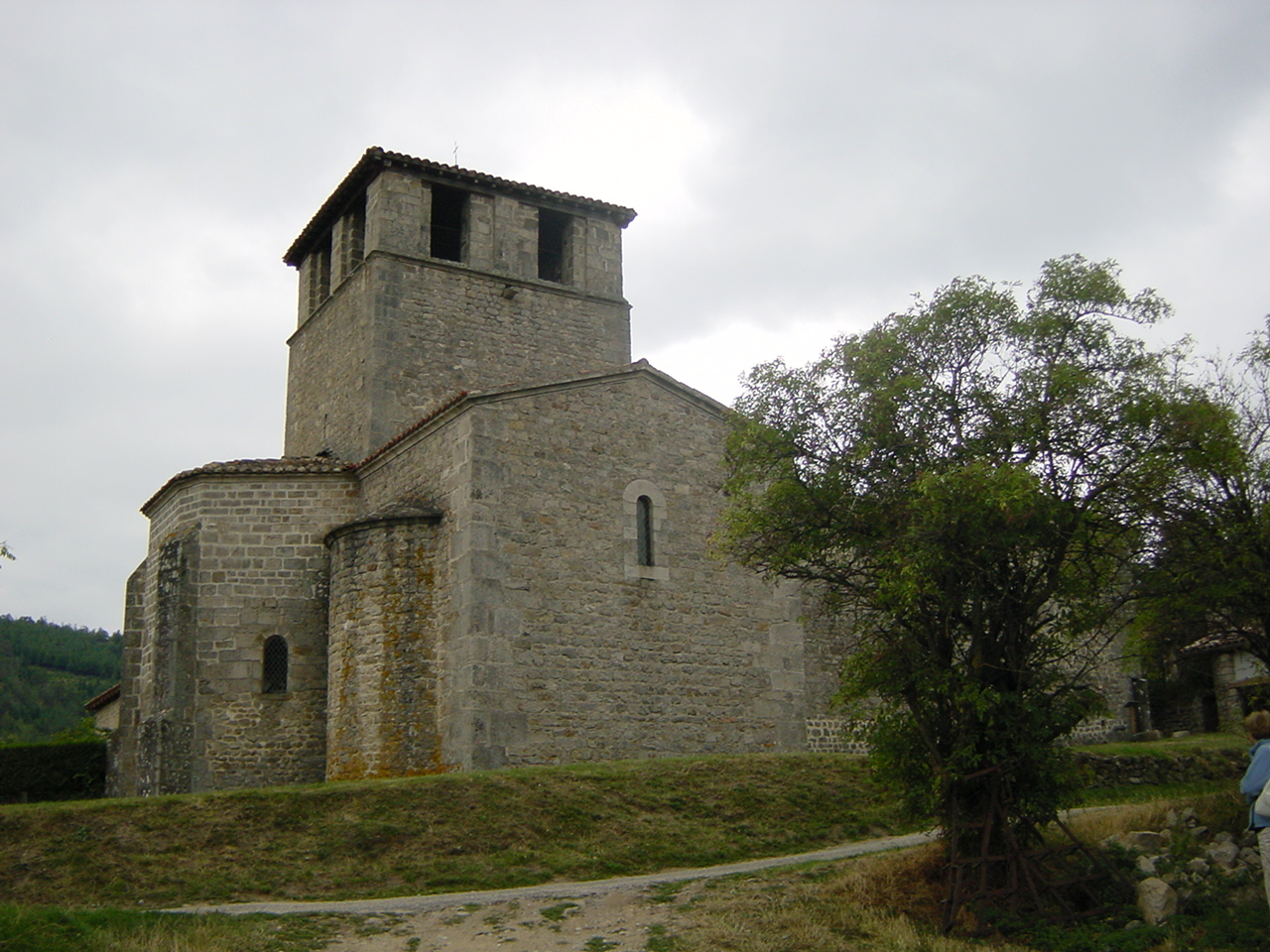
Le chevet, orienté vers l'est.

Avant de devenir une église paroissiale, l'édifice a été pendant plusieurs siècles la chapelle d'un prieuré bénédictin rattaché à l'abbaye Saint-Chaffre du Monastier-sur-Gazeille. Le prieuré de Veyrines a été fondé vers la fin du XIe siècle par Aymon Ier Pagan seigneur de Mahun "pour le salut de son âme et celui de ses parents", sous la forme d'un don de l'église Sainte-Marie, de terres et différentes possessions au monastère de Saint-Chaffre. Cette donation permettait à la puissante famille Pagan de Mahun de renforcer son influence dans la région grâce à la puissance politique et économique de l'abbaye de Saint-Chaffre dans le Haut-Vivarais et dans le Velay. Elle gardait toutefois un rôle prépondérant au sein de l'établissement monastique ainsi créé puisque le premier prieur n'est autre que Foulques le fils aîné du fondateur.
Depuis sa fondation jusqu'au milieu XIVe siècle le prieuré de Veyrines n'a cessé d'accroître son domaine foncier, ce qui lui permet dès le XIIe siècle d'agrandir l'église devenue prieuriale avec la surélévation des murs de la nef ainsi que la réalisation de fenêtres en plein cintre ébrasées à l'intérieur, puis par la construction d'un nouveau chevet et d'une nouvelle façade avec portail monumental pour l'entrée des fidèles et des seigneurs de Mahun. Au cours du XIIIe siècle comme dans de nombreux petits prieurés ruraux, la communauté de Veyrines se compose de 5 moines, le prieuré possède cependant de nombreux biens dont une bibliothèque constituée de plus de 200 ouvrages.
L'extinction de la famille seigneuriale de Mahun, avec le décès sans héritier de Guigue Pagan V en 1362, entraîne le début du déclin du prieuré. En effet l'héritier des Pagan de Mahun est le seigneur Briand de Retourtour possédant de nombreuses terres dans la vallée du Doubs et dans le Velay. Il est également le protecteur du prieuré bénédictin de Macheville (commune actuelle de Lamastre) situé à quelques kilomètres de la terre d'origine des Retourtour. En 1382 le monastère de Veyrines entre dans la dépendance du celui de Macheville, les prieurs de Veyrines perdent leur autonomie ainsi que leur rayonnement spirituel sur les localités alentour possédant une chapelle (Saint-Romain d'Ay, Saint-Julien Vocance, Lalouvesc) au profit des prieurs de Macheville.
Le prieuré tomba d'abord en commende au début du XVe siècle puis en déchéance avec une vie monastique inexistante. Le culte fut alors assuré par les curés de la paroisse voisine de Saint-Pierre-des-Macchabées (Saint-Pierre-sur-Doux), puis à partir de la fin du XVIe siècle par ceux de Lalouvesc.  Au XVe siècle l'église Sainte-Marie est le seul édifice du prieuré qui soit encore voué à la vie religieuse. Avec la fin des conflits religieux et dans le cadre de la Contre-Réforme le prieuré de Veyrines avec ses biens sont attribués au tout début du XVIIe siècle au collège jésuite du Puy. L'un d'entre eux en mission d'évangélisation dans le Haut-Vivarais, Saint Jean-François Régis, en chemin pour Lalouvesc y passa la nuit du 23 au 24 décembre 1640 quelques jours avant de décéder arrivé à destination. L'église Sainte-Marie de Veyrines sera largement associée au culte de saint Jean-François Régis qui se développera après sa canonisation en 1737.
Après avoir perdu son statut de chapelle du prieuré à la fin du XVIIe siècle, l'église Sainte-Marie est devenue le lieu de culte de la paroisse de Veyrines. Les dîmes, rentes, droits seigneuriaux et fiscaux relatifs au domaine de l'ancien prieuré deviennent alors un bénéfice ecclésiastique attaché à la paroisse et servant à rémunérer les prêtres des paroisses voisines qui en assurent le culte. En 1657 les habitants de Veyrines demandent à l'évêque de Viviers à ce que soit désigné un curé résidant dans leur paroisse. 
En 1818 au décès du dernier curé responsable de la paroisse, Sainte-Marie-de-Veyrines est rattachée à la paroisse de Saint-Symphorien-de-Mahun avec un curé et son vicaire chargés du culte des deux églises. En 1838 les habitants de Veyrines demandent par pétition à leur évêque de nommer un nouveau curé pour leur ancienne paroisse. Pour cela, durant l'été 1839, ils font faire les réparations les urgentes pour leur église et achètent une nouvelle cloche pour en équiper leur clocher. Mais ils n'obtiendront jamais gain de cause en raison de la faiblesse de la population et du manque de moyens financiers qui permettrait d'assurer le traitement d'un prêtre. 
Durant la seconde moitié du XIXe siècle et au début du XXe siècle, l'église Sainte-Marie est quasiment à l'abandon, avant de tomber presque complètement dans l'oubli et de fortement se dégrader en raison du manque d'entretien du bâti. Un inspecteur des Monuments historiques qui la découvre à la fin des années 1920 la décrit comme étant "difficile d'accès et extrêmement abîmée", il prescrit alors son inscription à l'inventaire des Monuments historiques afin de permettre d'effectuer des travaux urgents de sauvetage de l'édifice. Ces différentes recommandations ne sont pas suivies d'effet et la dégradation de l'église se poursuit à tel point  que l'architecte en chef des Monuments historiques Albert Chauvel fait état dans une lettre du 7 décembre 1936 du fait qu'une partie de la toiture de la nef s'est effondrée, que la pauvreté de la région et la faiblesse des voies de communication rendent extrêmement difficiles tous travaux de sauvegarde de l'édifice.
Le classement de Sainte-Marie de Veyrines au titre des monuments historiques est effectif à la suite d'un arrêté du 18 janvier 1939 pris par le Ministre de l'éducation Jean Zay, mais le contexte de la Seconde Guerre mondiale ne permet pas de mettre en application les recommandations des services des Monuments historiques. De même les préconisations de 1944 du service des Monuments historiques pour la réparation urgente de la partie écroulée de la toiture ne peuvent pas non plus être mises en œuvre. En 1949 la décision est enfin prise de lancer les travaux avec un financement en grande partie assuré par les Monuments historiques et le Conseil général de l'Ardèche, une participation financière de la municipalité de Saint-Symphorien-de-Mahun ainsi qu'une contribution en nature des habitants pour assurer le déblaiement des gravats accumulés dans l'église et le transport des matériaux jusqu'au site de l'édifice religieux. En septembre 1951, la nef de l'église Sainte-Marie de Veyrines est de nouveau recouverte par une toiture sauvant l'édifice de la ruine.
À la fin du XXe siècle, une messe pour l'Assomption y est célébrée en occitan. Elle est présidée  par le père Joannès Dufaud (1924 - 2019) prêtre assomptionniste alors en congé et originaire de Lafarre (Ardèche), village des environs. L'église est aujourd'hui située sur  le territoire de la paroisse catholique Saint-François Régis (Ay, Daronne).
En 1966, fut créée une association : "Les Amis de Veyrines" avec pour but de valoriser et protéger l'église. Mise en sommeil au début du XXIe siècle  durant une dizaine d'années, elle revit aujourd'hui et propose de poursuivre ces buts depuis décembre 2013. Son objectif premier : permettre à la mairie de Saint-Symphorien-de-Mahun de boucler le financement de la réfection de la toiture de la nef. Ensuite un projet artistique pourrait voir le jour dans l'église. En juillet 2014, elle lance une souscription originale : "Votre nom sous une tuile" en apposant le nom des souscripteurs sous les nouvelles tuiles.
Parallèlement les deux églises de Saint-Symphorien-de-Mahun sont ouvertes dans le cadre de "Nuit des églises"  en lien avec la Conférence des évêques de France. Temps musical et conférences sont au programme. L'objectif est de sensibiliser le public au besoin de restauration de la toiture de l'édifice (5 juillet 2014).
À l'automne 2015, les travaux de rénovation de la toiture entrent dans leur phase active après dix ans d'études, de recherches, de demande de subventions... Ils durent environ deux mois et sont réalisés par une entreprise spécialisée de Lentilly (Rhône) qui a remporté l'appel d'offre lancé par la commune. Le financement est assuré par une subvention du conseil départemental de l'Ardèche, la Direction régionale des Affaires culturelles de Rhône-Alpes, une dotation parlementaire et la souscription "Votre nom sous une tuile" .
Les Amis de Veyrines, outre leur vocation de préservation et de valorisation du monument étendent leur ambition à l'animation locale. Ils ont obtenu d'un mécène, membre de l'Association, la jouissance pour 99 ans d'un bâtiment ancien dit "Maison de Marcel" situé à 30 m du Prieuré, pour y installer un porteur de projet. Les travaux de réfection sont en cours, financés par une première campagne de financement participatif, ainsi que par plusieurs subventions d'organismes dédiés au patrimoine ((Fonds Innovant pour le Patrimoine Ardéchois, Fonds Leader Europe-Ardèche Verte).
Au début du XXIe siècle, en juin le "Pèlerinage des hommes de Champagne à Lalouvec" y fait étape. Une messe y est célébrée .

## Description

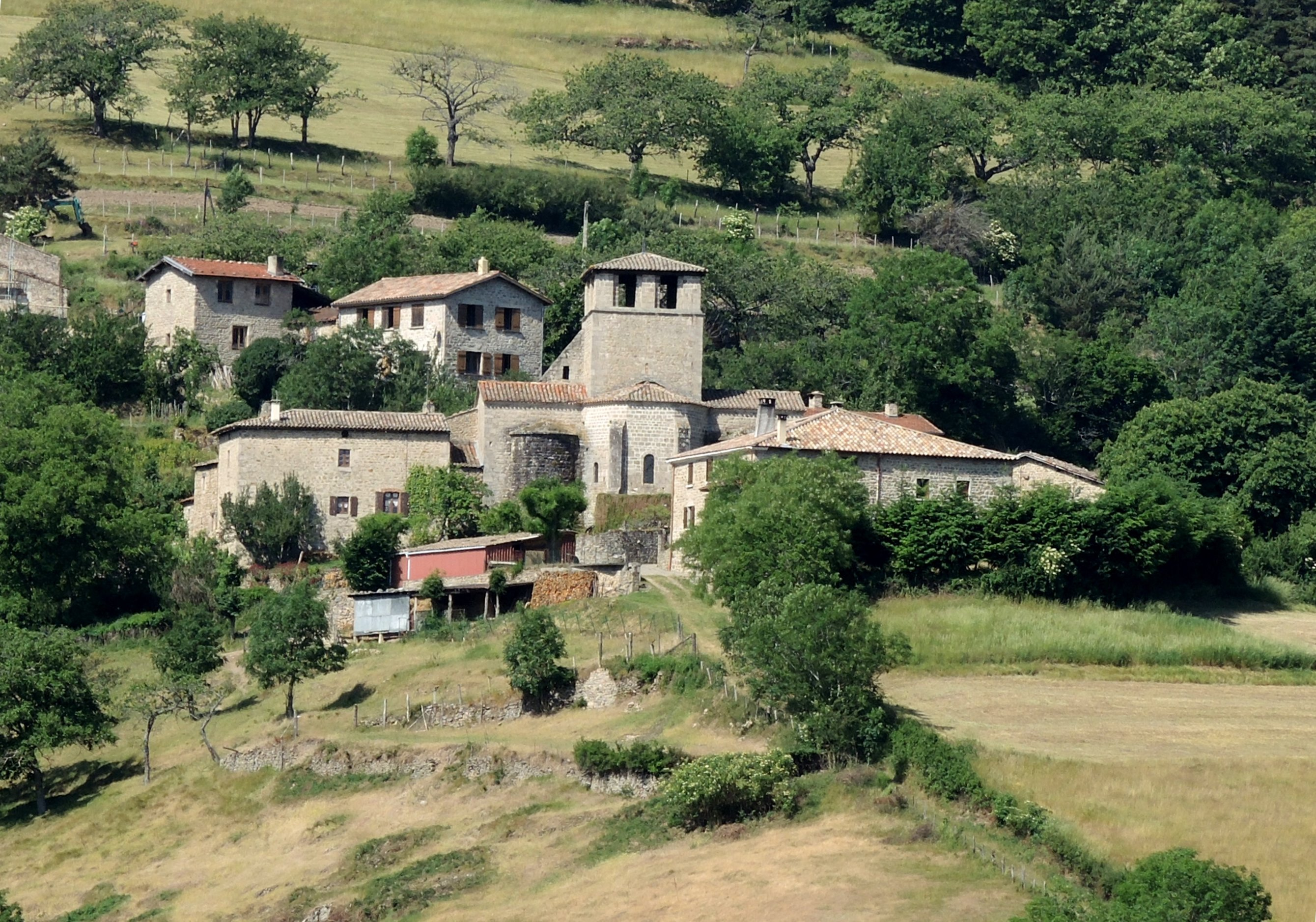
Une église toujours bien intégrée à son environnement.

L'église de Veyrines est le seul bâtiment subsistant d'un prieuré bénédictin fondé au XIe siècle. On peut la remarquer d'assez loin sur un replat tranquille situé au-dessus de la vallée du Nant et point d'étape de la grande voie de circulation qu'à longtemps été le chemin muletier allant de la vallée du Rhône au Puy en passant par Satillieu et La Louvesc. La construction a été assez solide pour que l'église survive aux outrages du temps dont l'absence de toiture sur la nef pendant plusieurs décennies, son ambiance originale ait été presque complètement préservée en raison de l'absence de modifications architecturales d'envergure après le XIIe siècle.
La porte d'entrée est surmontée d'une large arcade sur colonnettes. L'église à la forme d'une croix latine à une seule nef. La nef, assez haute, n'est pas voûtée et a conservé sa charpente visible. Son sol est dallé grossièrement. La croisée du transept est surmontée d'une coupole sur trompes qui soutient le sol du clocher. Ce clocher-tour, un peu plus tardif, est accessible par un escalier à vis étroit inséré dans le mur. Trois des chapiteaux du transept sont sculptés. Ils représentent Adam et Ève partageant la pomme, La descente du Christ aux limbes et des guerriers armés illustrant Le Combat des vices et des vertus. Le chœur et les deux chapelles latérales ont des voûtes en cul-de-four. Le Christ en croix qui se trouvait dans l’église autrefois fait aujourd'hui partie des collections du musée Vivarois César Filhol d'Annonay. Il est classé monument historique au titre d'objet.

## Galerie de photographies

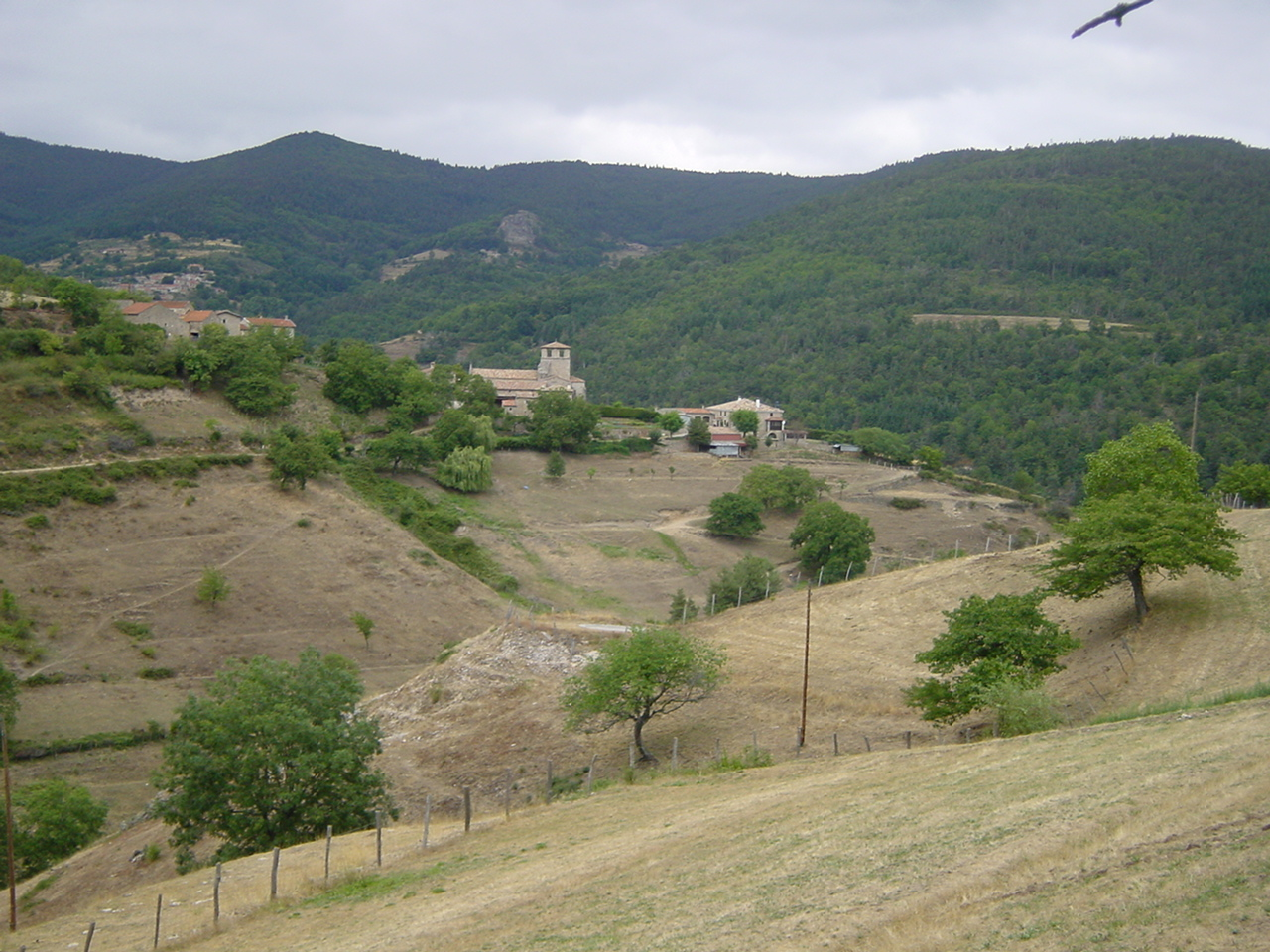
Le hameau et son église.
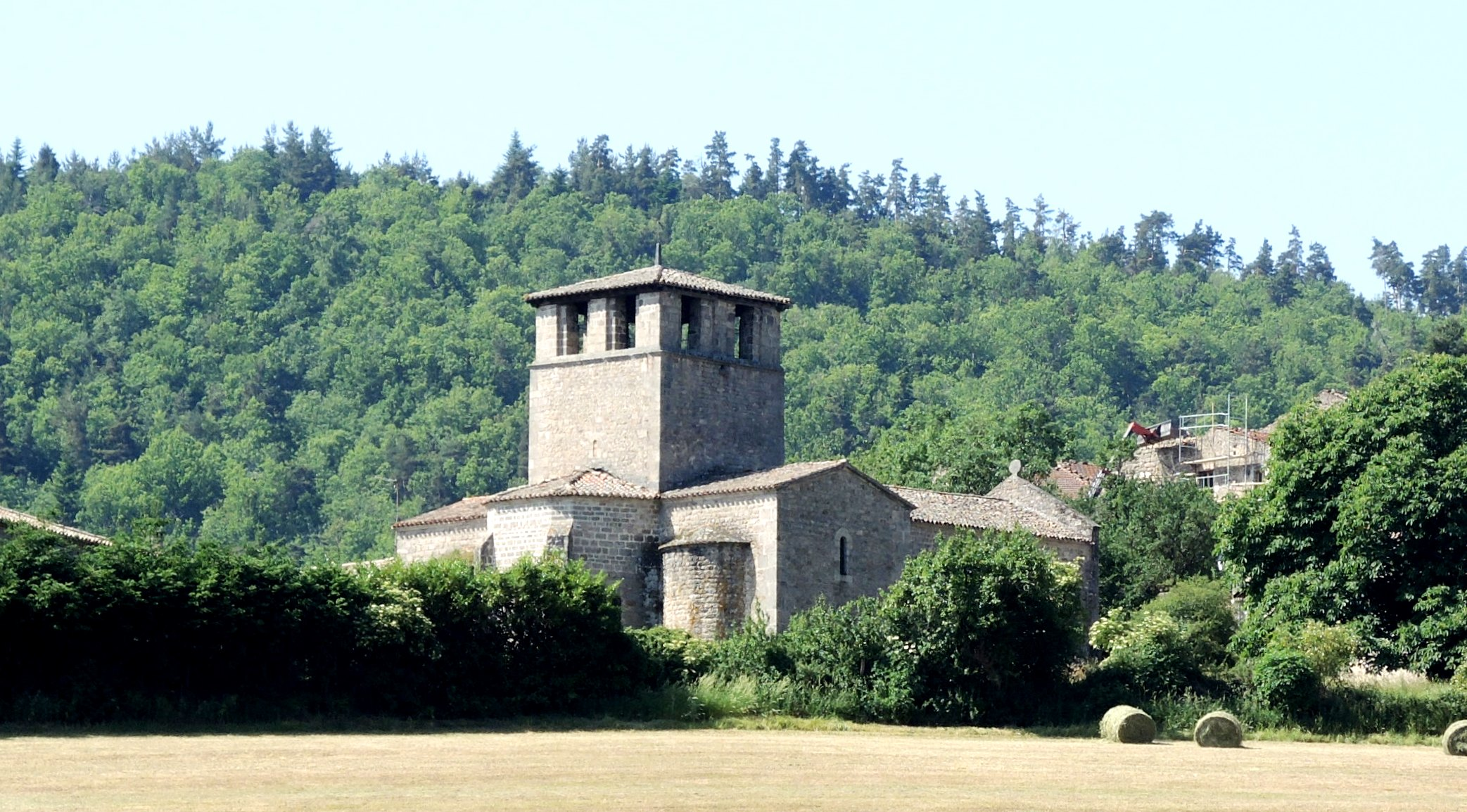
Sur un replat de terrain.
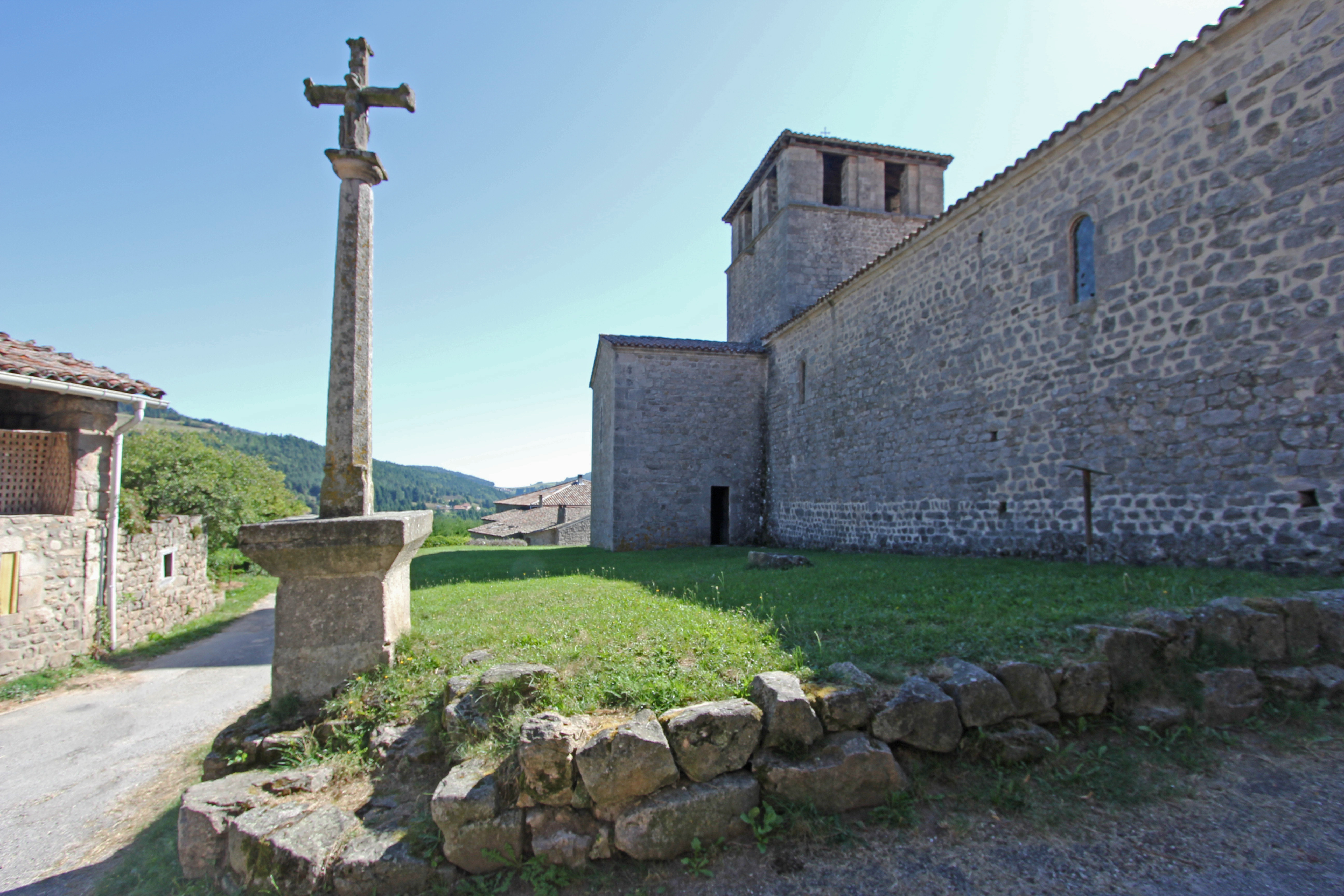
Le terrain-plain nord et sa croix.
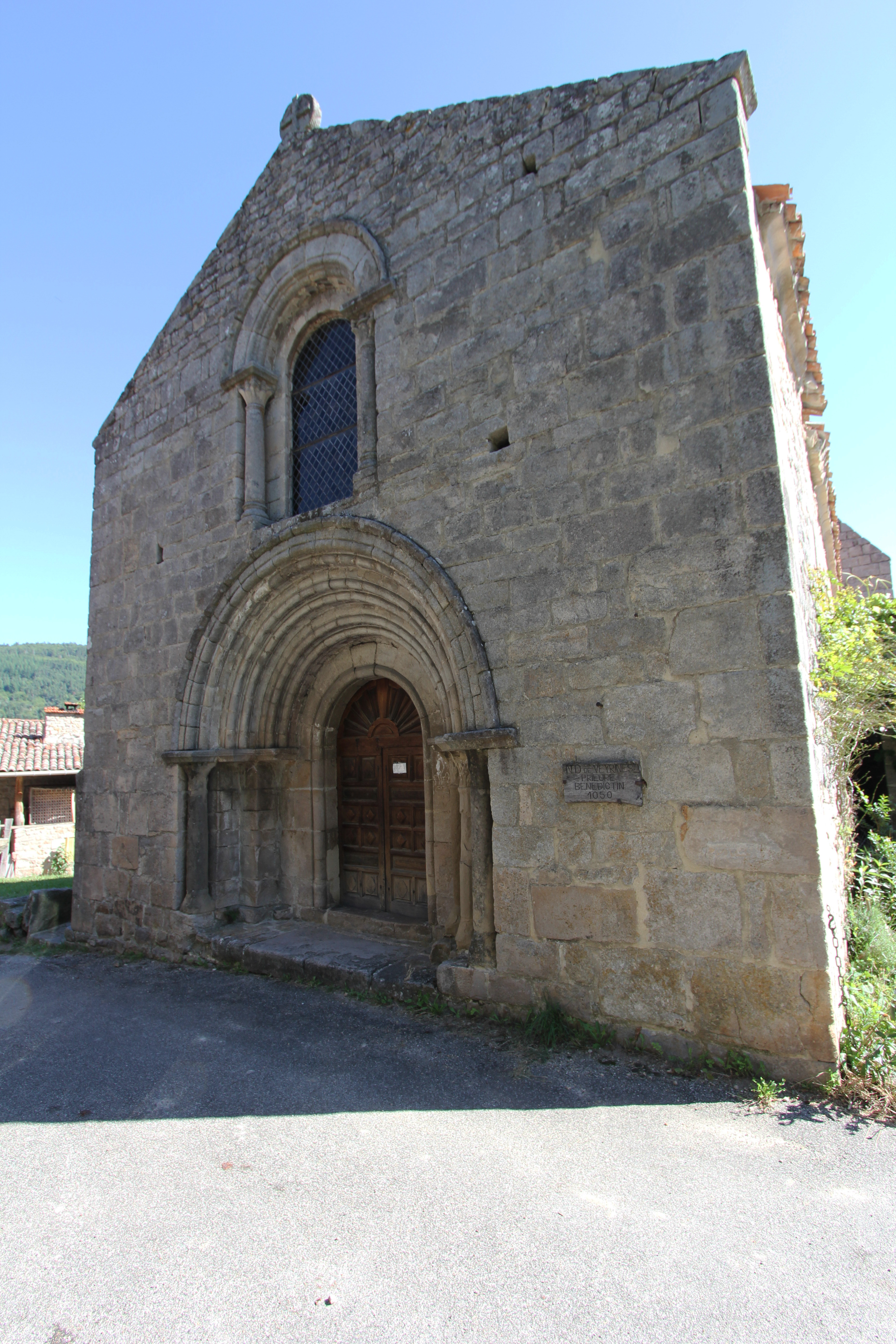
Vue sur la façade.
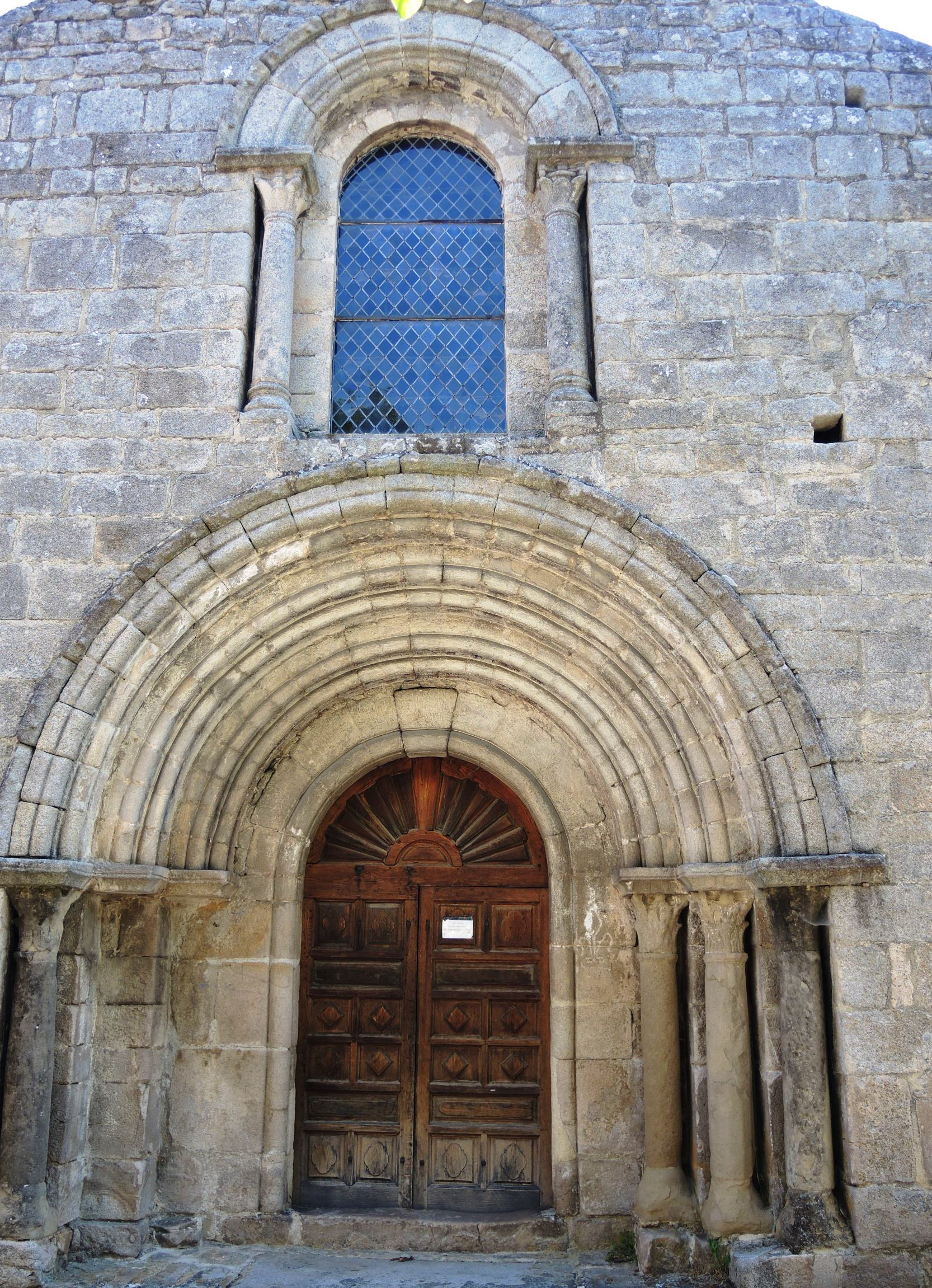
Une entrée ouvragée.
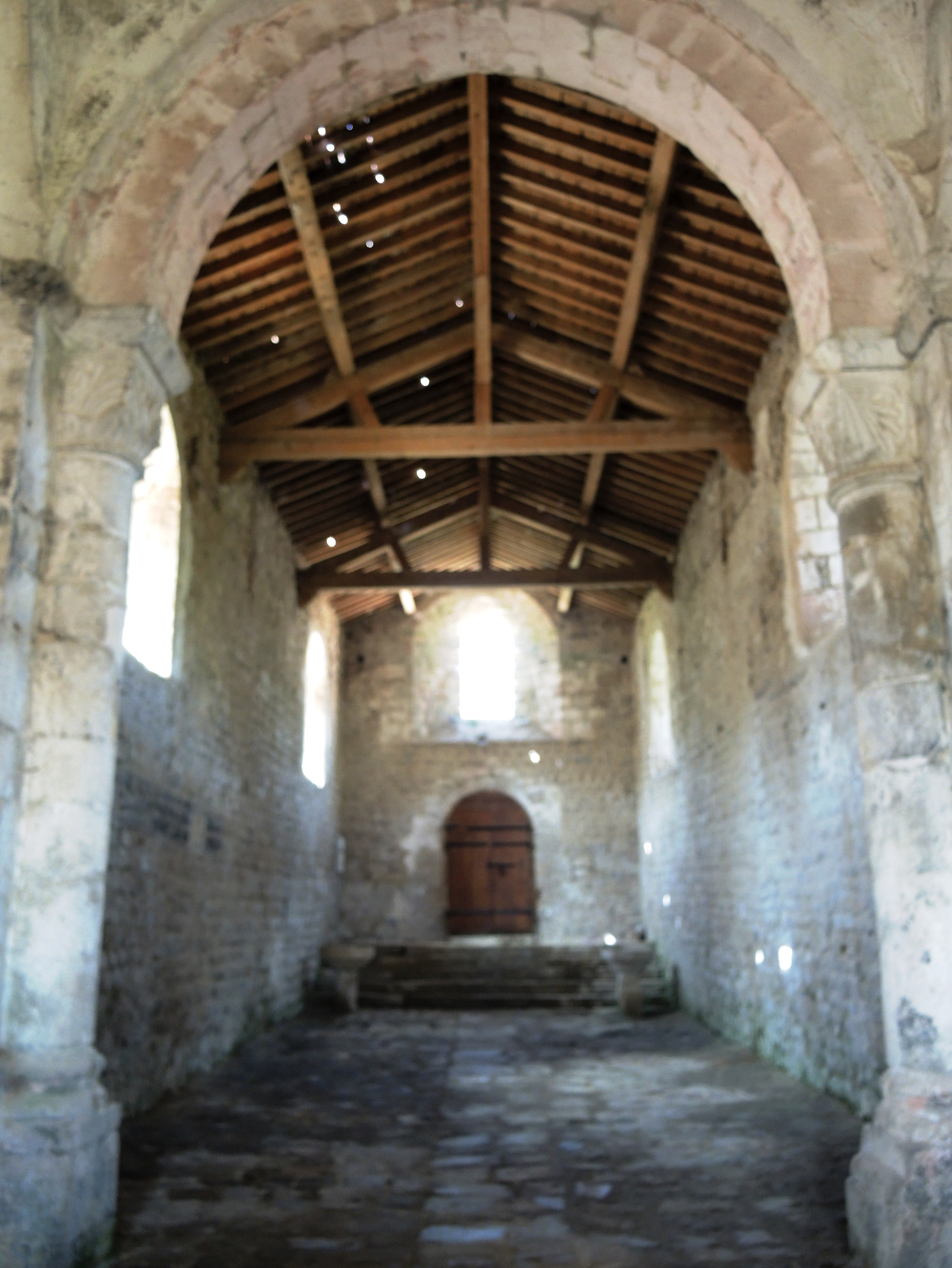
Une charpente encore visible.
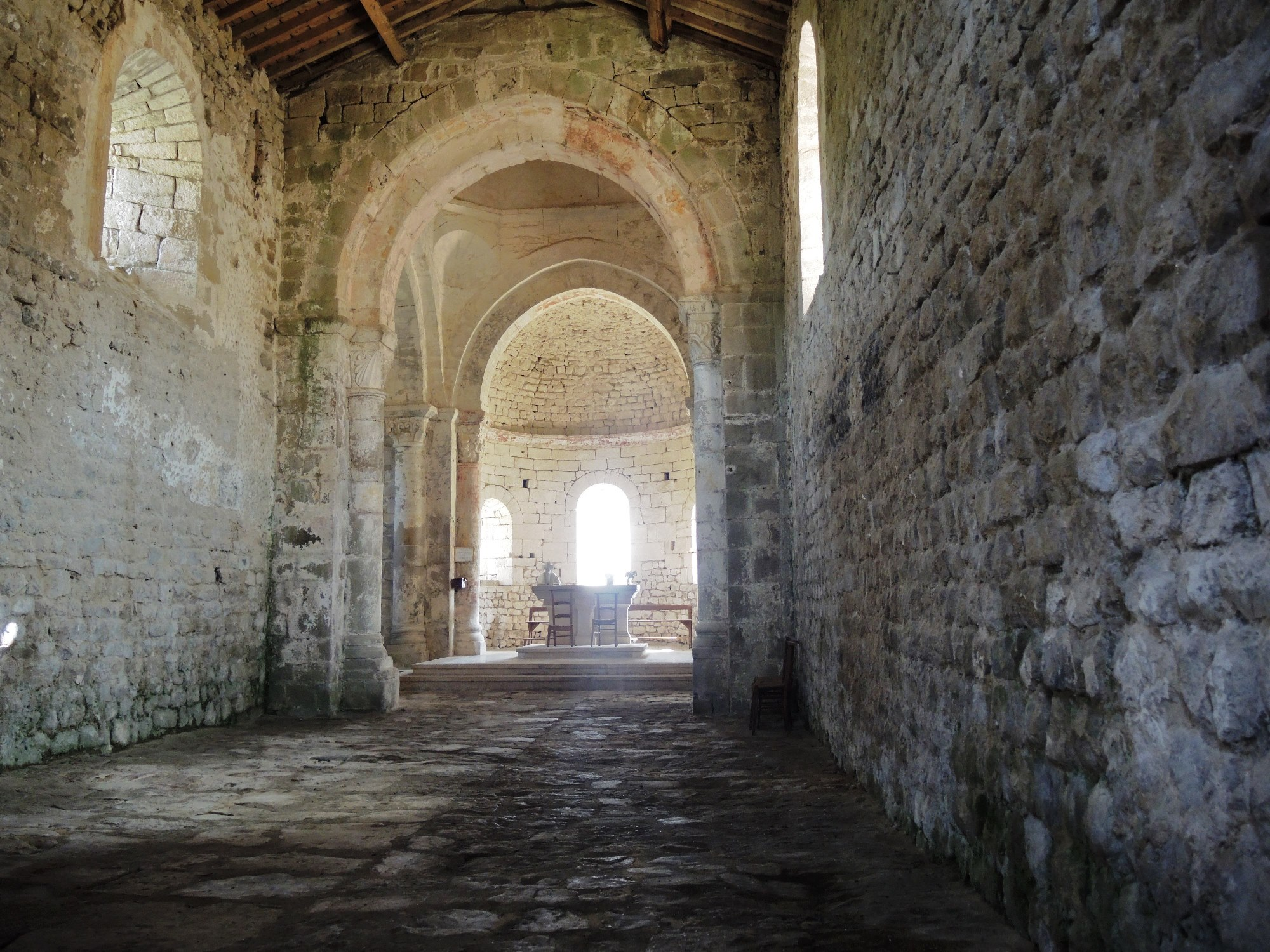
Une ambiance ancienne préservée.
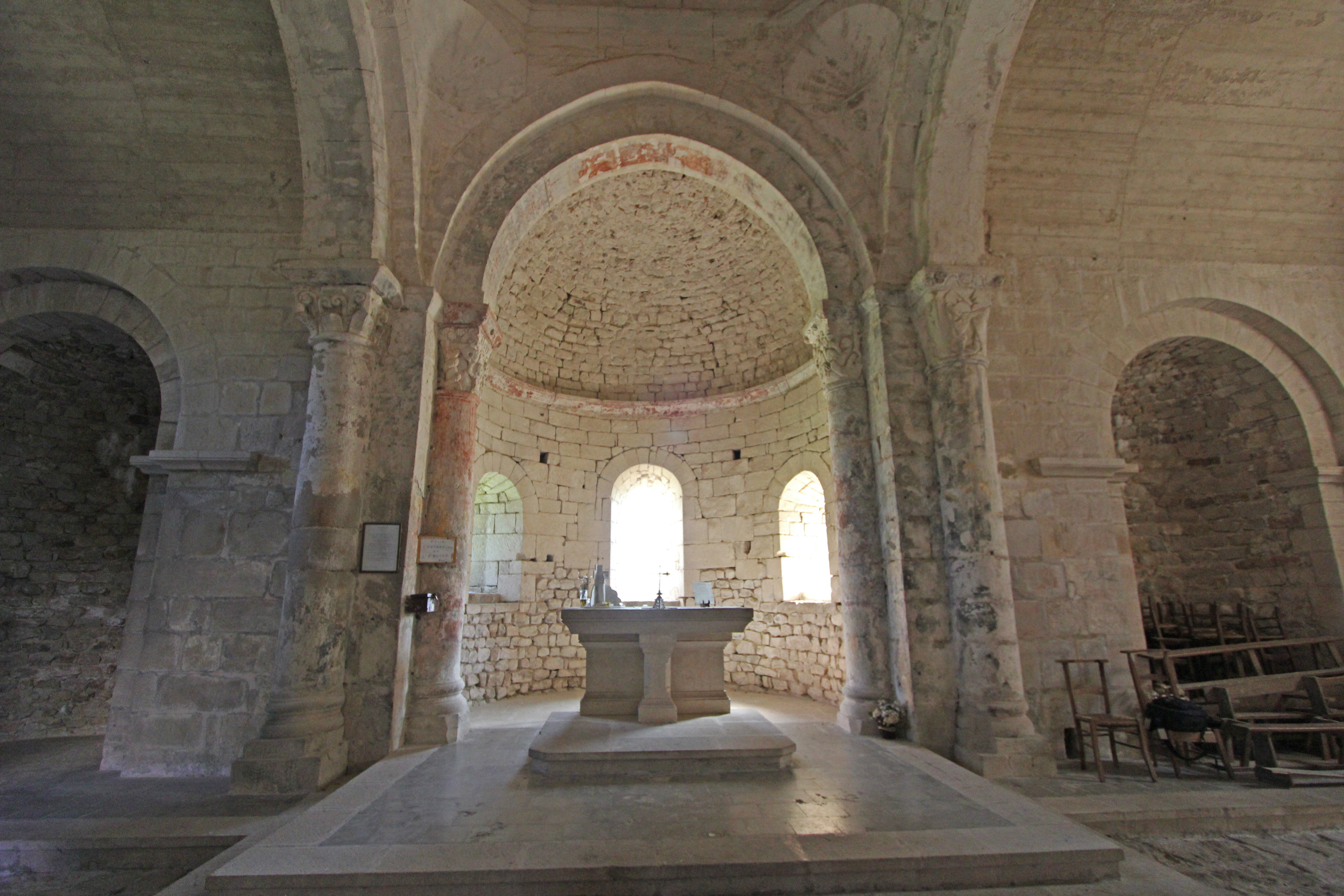
L'autel et le chœur.
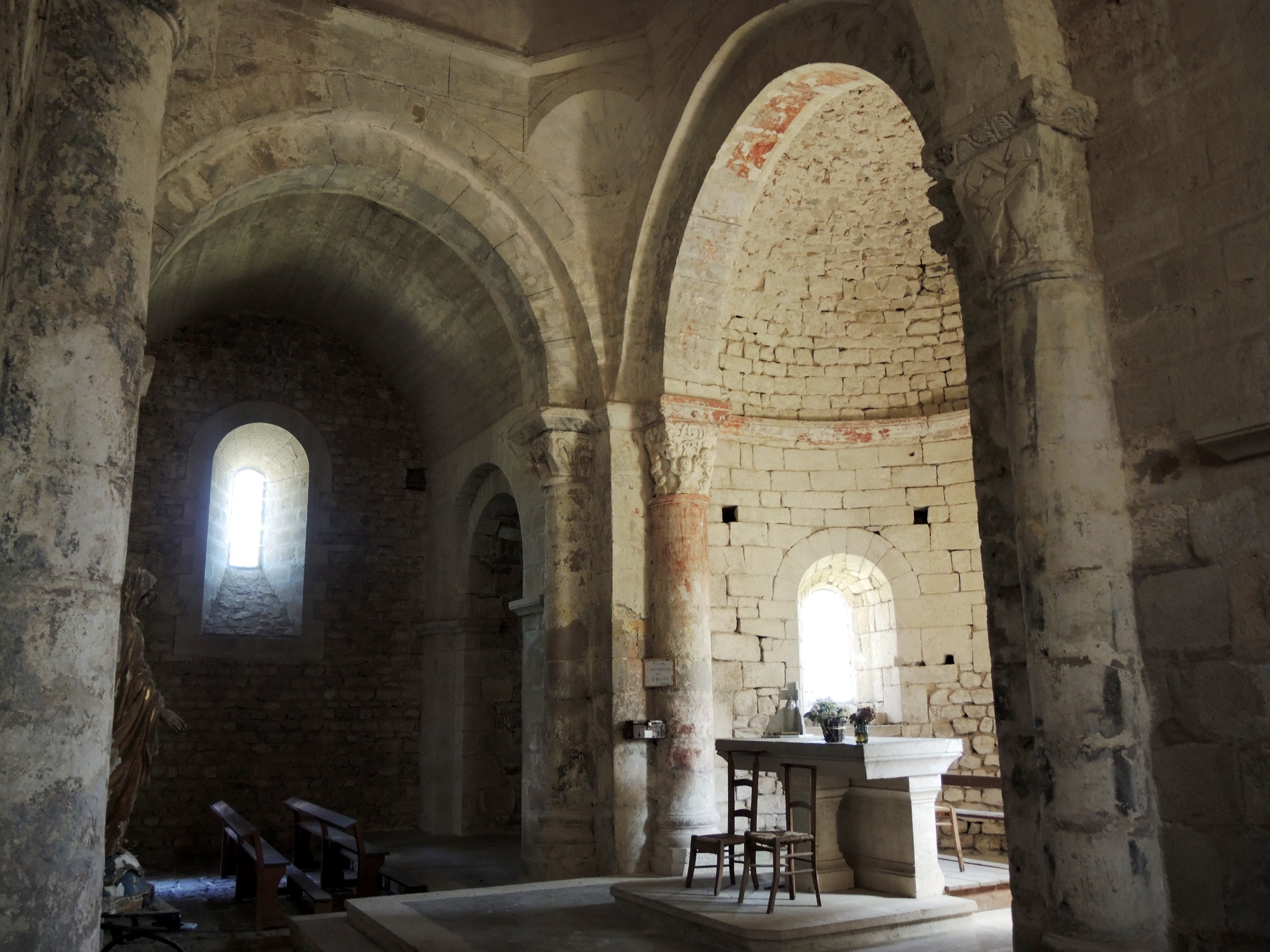
La croisée du transept et ses chapiteaux.
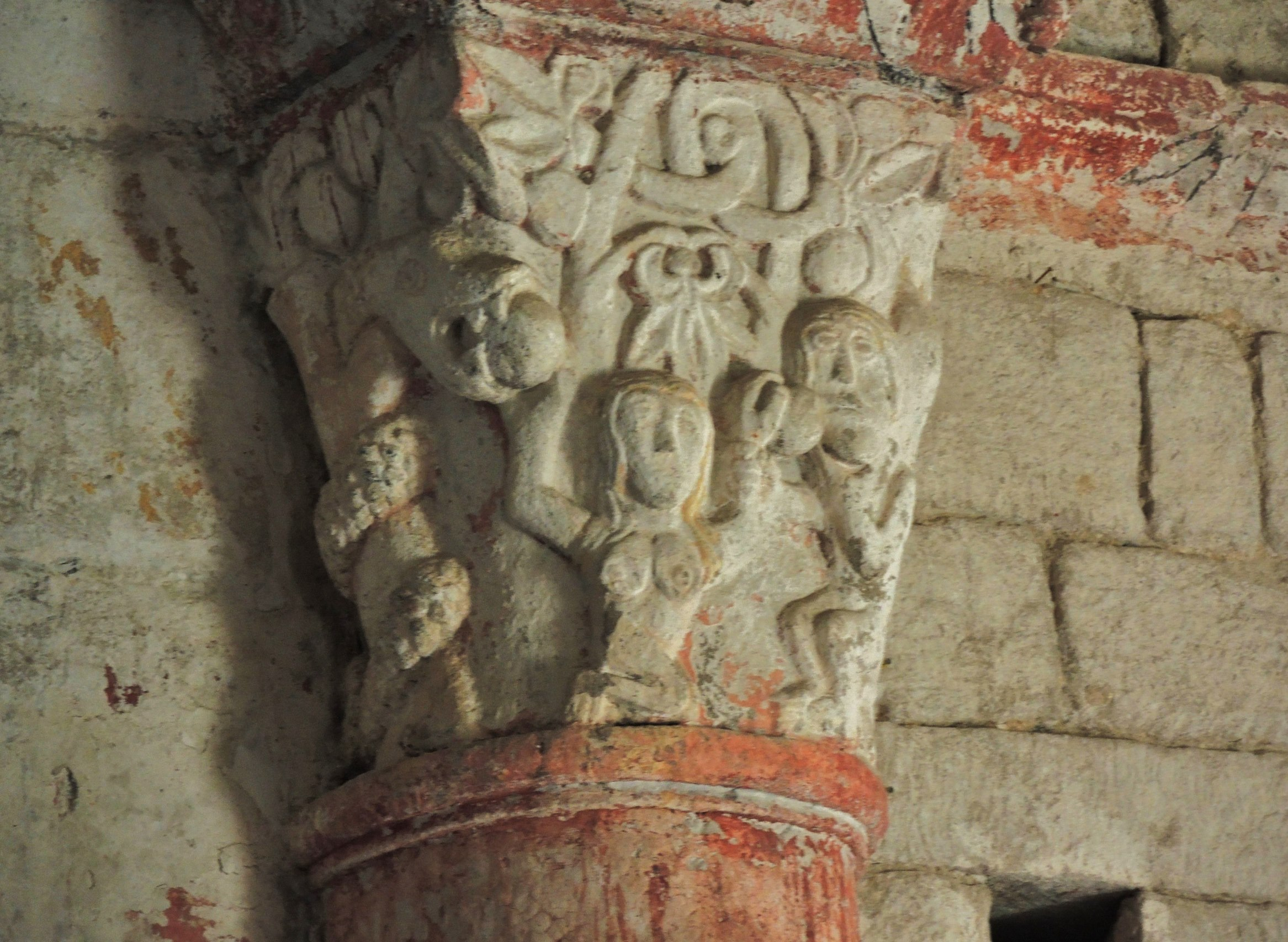
La tentation d'Eve.